# Nanomedicina
La nanomedicina  és la branca de la medicina que aplica els coneixements de la nanotecnologia a les ciències i procediments mèdics.
La nanomedicina comprèn des de les aplicacions mèdiques dels nanomaterials fins als biosensors nanoelectrònics i, fins i tot, fins a possibles futures aplicacions de la nanotecnologia molecular. Els problemes actuals de la nanomedicina tenen a veure amb la comprensió de temes relacionats amb la toxicitat i l'impacte ambiental de materials a nanoescala (materials l'estructura dels quals és de l'escala de nanòmetres, és a dir, milmilionèsimes parts de metre).

## Aplicacions
En teoria, amb la nanotecnologia es podrien construir petits nano-robots, (nanobots) que serien un exèrcit a nivell nanomètric al nostre cos, programats per realitzar gairebé qualsevol activitat.
Per exemple, una de les aplicacions més prometedores seria l'habilitat de programar aquests nanobots per buscar i destruir les cèl·lulas responsables de la formació del càncer. Els nanobots de la nanomedicina podrien produir amb la funció de reestructurar o reparar teixits musculosos o bé ossis. Les fractures podrien ser cosa del passat, els nanobots es podrien programar per identificar fissures en els ossos i arreglar aquests de dues formes: fent algun procés per accelerar la recuperació de l'os trencat o fonent-se amb l'os trencat o fent ambdues coses. I així amb infinitat de malalties de diversos tipus dissolent substàncies de múltiples varietats segons, a la sang o en la zona a tractar específicament, injectant petites quantitats d'antibiòtic sobre antisèptics en cas de refredat sobre inflamacions, etc.
Actualment, les nanopartícules de plata s'estan usant com desinfectants i antisèptics, en productes farmacèutics i quirúrgics, en roba interior, guants, mitges i calçat esportiu, en productes per GNUs, productes de higiene personal, coberts, neveres i rentadores de roba. Un problema derivat d'aquestes aplicacions és el seu impacte ambiental, ja que el 2005, un estudi va trobar que la plata en nanopartícules és 45 vegades més tòxica que el corrent ia més, el 2008, un altre estudi va indicar que poden passar nanopartícules sintètiques als desguassos, amb forta toxicitat per a la vida aquàtica, eliminant també bacteris benignes en els sistemes de drenatge.